# Vladyslav Kryklij
Vladyslav Arturovyč Kryklij (in ucraino Владислав Артурович Криклій?; Kiev, 23 novembre 1986) è un politico ucraino.

## Biografia
Nel 2009 si è iscritto all'Università nazionale Taras Ševčenko di Kiev dove ha conseguito il titolo di candidato di scienze economiche nel 2015. Tra il 2014 e il 2015 ha lavorato come consigliere per il Ministero degli affari interni.
Alle elezioni parlamentari del 2019 è stato eletto alla Verchovna Rada nella file del partito Servitore del Popolo sebbene abbia dovuto rinunciare al mandato da parlamentare dopo la nomina a Ministro delle infrastrutture nel governo Hončaruk. Rimasto in carica anche nel successivo governo Šmyhal' ha presentato le proprie dimissioni il 14 maggio 2021, su richiesta del Presidente Volodymyr Zelens'kyj, dopo le accuse di aver permesso la formazione di un "ufficio ombra" all'interno del ministero a servizio del Presidente della Commissione parlamentare dei trasporti Jurij Kisjel'.